# Герд, Александр Сергеевич
Алекса́ндр Серге́евич Герд (23 июня 1936, Ленинград — 2 мая 2016, Санкт-Петербург) — советский и российский лингвист, специалист в области лексикографии, прикладной и компьютерной лингвистики. Доктор филологических наук (1969), профессор, заведующий кафедрой математической лингвистики филологического факультета СПбГУ (1973—2015), почётный профессор СПбГУ (2013).

## Биография
В 1959 году окончил филологический факультет ЛГУ. В 1961—1962 годах — младший научный сотрудник Межкафедрального словарного кабинета ЛГУ (создан в 1960 году профессором Б. А. Лариным).
В 1962 году защитил кандидатскую диссертацию «Морфологическое словообразование имён существительных в русском языке». С того же года — научный сотрудник, с 1998 года — научный руководитель Межкафедрального словарного кабинета им. Б. А. Ларина.
С 1963 года — преподаватель кафедры русского языка, помощник заведующего кафедрой. В 1969 году защитил докторскую диссертацию «Проблемы формирования научной терминологии».
С 1973 по 2015 год — профессор, заведующий кафедрой математической лингвистики ЛГУ. На филологическом факультете (в 2007—2010 годах — факультет филологии и искусств) регулярно читал лекции и вёл занятия по курсам «Морфология русского языка», «Структурная лингвистика», «Семантика», «Лексикография», «Уровни лингвистического анализа», «Язык деловой и научно-технической литературы», «Уровни языка» и «Социолингвистика»; руководил полевой практикой студентов, выступал с лекциями за рубежом.
Скончался 2 мая 2016 года, похоронен 5 мая 2016 года на Богословском кладбище Санкт-Петербурга (Конторская дорожка).

## Научная деятельность
Профессор А. С. Герд является автором более 480 научных работ, в числе которых 16 монографий. Индекс Хирша — 29. Входит в TOP-100 самых цитируемых российских лингвистов.
Был широко известен как специалист по русскому и славянскому языкознанию, прикладной лингвистике, терминоведению, лексикографии, этнолингвистике и ономастике. В сферу его интересов входили: история и диалектология славянских языков, историческая география, современный русский язык и русские народные говоры, морфология (именное склонение, морфемика, словообразование) и лексикология.
С 1955 по 2010 год организовывал и принимал участие в экспедициях в рамках полевых лингвистических исследований (более 50).

## Основные работы
- Герд А. С. Современный русский язык. Словообразование. — Л.: ЛГУ, 1970.
- Колесов, В. В., Герд, А. С., Капорулина, Л. В., Рускова, М. П.. Черепанова, О. А.. Именное склонение в славянских языках XI—XIV вв. — Л.: ЛГУ, 1974
- Колесов, В. В., Герд, А. С., Капорулина и др. Именное склонение в славянских языках XV—XVI вв.: лингвостатистический анализ / отв. ред. Н. А. Мещерский, А. С. Герд. — Л.: ЛГУ, 1977.
- Герд А. С. Основы научно-технической лексикографии. — Л.: ЛГУ 1986;
- Герд А. С. Формирование терминологической структуры биологического текста. — Л.: ЛГУ, 1987;
- Аверина С. А., Азарова И. В., Кузнецова Е. Л. и др. Язык русской агиографии XVI в.: Опыт автоматического анализа / Под ред. А. С. Герда. — Л.: ЛГУ, 1990;
- Герд, А.С.; Аверина, С.А.; Азарова, И.В.; Алексеева, Е. Л. Лексика и словообразование в русской агиографической литературе XVI века/ Отв. ред. А. С. Герд. — СПб.: СПбГУ, 1993.
- Герд А. С., С. А. Аверина, И. В. Азарова, Е. Л. Алексеева, А. Д. Кривоносов. Лексика и морфология в русской агиографической литературе XVI века. Соавтор. Отв. ред. А. С. Герд. — СПб.: СПбГУ 1996;
- Герд А. С. Церковнославянский язык (Лингвистические аспекты): доклад. — СПб.: СПбГУ, 1998;
- Герд А. С. Очерк исторической диалектологии Верхней Руси. (История ландшафта). — СПб.: СПбГУ, 2001;
- Герд A.C. Именное склонение в словенском языке XVI в. Материалы к спецкурсу. — СПб.: СПбГУ, 2003;
- Герд А. С., Федер В. Церковнославянские тексты и церковнославянский язык. — СПб.: СПбГУ, 2003;
- Герд А. С. Морфемика. Монография. СПб.: СПбГУ, 2004;
- Герд А. С. Местоимение в словенском языке XVI века на церковно-славянском фоне. Материалы к спецкурсу. — СПб.: СПбГУ, 2005;
- Герд А. С. Введение в этнолингвистику. Курс лекции и хрестоматия. СПб.: СПбГУ, 1999; 2001; 2005;
- Вербицкая Л. А. , Бондарко Л. В. и др. Прикладная лингвистика / под ред. А. С. Герда. — СПб.: СПбГУ, 1996; 2005;
- Герд А. С. Лингвистическая типология древнеславянских текстов. — СПб.: СПбГУ, 2008;
- Герд А. С. Терминологические словари. Раздел в «Лексикография русского языка» Учебник для высших учебных заведений Российской Федерации/ Под ред. Д. М. Поцепни. СПб.: СПбГУ, 2009, 253—282.
- Герд А. С. Именное словообразование в словенском языке XVI—XVIII вв. — СПб.: СПбГУ, 2010;
- Герд А. С. Именное словообразование в словенском языке XVI—XVIII вв. — СПб.: СПбГУ,2012;
- Герд А. С. Введение в изучение языков для специальных целей. — СПб.: СПбГУ, 2007; 2011;
- Герд А. С. Социолингвистика. Учебное пособие. первое изд. — СПб.: СПбГУ, 2012; 2013[5].

## Участие в разработке и создании лексикографических ресурсов
Под редакцией А. С. Герда подготовлено и издано большое количество терминологических и диалектологических словарей, в частности «Словарь русских говоров Карелии и сопредельных областей» (тт. 1-6; СПб., 1994—2005), «Селигер: Материалы по русской диалектологии. Словарь» (СПб., 2003—2004) и «Толковый словарь по радиофизике. Основные термины» (М., 1993). С 2009 года — главный редактор многотомного «Большого академического словаря русского языка».

## Членство в организациях
- член Географического общества СССР — Русского Географического общества (с 1962 г.),
- действительный член Академии гуманитарных наук Российской Федерации (с 1994 г.),
- академик LA ACADEMIA DE LA FLUIDEZ Y ELOCUENCIA (est. in 1738) международного филологического общества LA FILOLÓGICA POR LA CAUSA (с 2006 г.),
- почётный член LA FILOLÓGICA POR LA CAUSA (с 2013 года).

## Награды и премии
Заслуженный работник высшей школы Российской Федерации (1999),
Орден Дружбы (2008),
Юбилейная медаль «В память 300-летия Санкт-Петербурга» (2008),
Медаль «Ветеран труда» (1994),
Почетный профессор СПБГУ (2013),
Грамота СПбГУ «За высокое педагогическое мастерство» (1996),
Премия Европейского союза за лучший терминологический словарь в Европе (вместе с профессором Инкери Вехмас-Лехто, доктором И. Кудашевым и И. Кудашевой, 2009)
Кроме того, работа профессора А. С. Герда неоднократно отмечалась благодарностями ректора и декана филологического факультета СПбГУ.

## Семья
Отец — Сергей Владимирович Герд (1897—1961) — советский гидробиолог, доктор биологических наук, профессор Ленинградского педагогического института им. А. И. Герцена.
Мать — Ольга Арсеньевна Кадлубовская (1900—1989) — работала в Публичной библиотеке им. М. Е. Салтыкова-Щедрина.
Дочь — Лора Александровна Герд (род. 1970) — историк, доктор исторических наук, ведущий научный сотрудник Санкт-Петербургского Института Истории РАН.
- Внуки — Марина (род. 1989), Анна (род. 1996), Николай (род. 1998)[10]

## Память
В память о профессоре А. С. Герде в Институте филологии Петрозаводского государственного университета проводятся «Гердовские чтения».
А. С. Герду посвящена коллективная монография-учебник учеников профессора, И. С. Николаева, О. В. Митрениной, Т. М. Ландо и др., «Прикладная и компьютерная лингвистика».